# Хаяиси, Осаму
Осаму Хаяиси (яп. 早石 修, англ. Osamu Hayaishi; 4 января 1920 — 17 декабря 2015) — японский биохимик, директор Института биотехнологий Осаки.

## Биография
Родился в городе Стоктон (Калифорния), США. Получил степень доктора медицины в Осакском университете в 1942 году.
Был профессором во многих университетах Японии и США, и руководителем около 600 аспирантов. Более ста его учеников стали профессорами в различных университетах Японии.
Наиболее известны Ясутоми Нисидзука и Тасуку Хондзё.
Президент Международного союза биохимии и молекулярной биологии с 1973 по 1976 год.

## Исследования
Известен своим вкладом в биомедицину и энзимологию, является первооткрывателем оксигеназ. Эти ферменты широко распространены в природе и представляют собой уникальную группу дыхательных ферментов, которые катализируют прямое введение молекулярного кислорода в различные субстраты.
Ссылаясь на «выдающийся и новаторский вклад в области биомедицины и энзимологии», Фонд Вольфа в 1986 году наградил Хаяиси премией Вольфа по медицине «за открытие оксигеназ и выяснение их структуры и биологического значения».

## Награды
- 1964 — Премия Асахи
- 1967 — Премия Японской академии наук
- 1972 — Орден Культуры
- 1975 — Премия Фудзивары[яп.]
- 1984 — почётный гражданин Киото
- 1986 — Премия Вольфа по медицине
- 1999 — Премия выдающемуся учёному Всемирной федерации обществ по исследованию сна[5]